# بونی
بونی (به مجاری:  Bőny) یک شهرستان مجارستان در مجارستان است که در دیور-موشون-شوپرون واقع شده‌است.

## خصوصیات
بونی ۵۰٫۴۲ کیلومترمربع مساحت و ۲٬۲۲۴ نفر جمعیت دارد.